# Тіціано Ферро
Тіціано Ферро (італ. Tiziano Ferro; нар. 21 лютого 1980, Латина, Лаціо, Італія) — італійський співак, композитор і автор пісень.

## Біографія

### Дитинство й юність
Тіціано Ферро народився 21 лютого 1980 року в місті Латина в регіоні Лаціо, в родині геодезиста Серджо Ферро і домогосподарки Джуліани. У Тіціано Ферро також є молодший брат Флавіо, який на 11 років молодшою.
Тіціано захопився музикою вже у віці 5 років, коли на Різдво йому подарували іграшковий синтезатор. Тоді він і починає складати перші прості пісні і мелодії, записуючи їх на магнітофон. Дві написаних ним в семирічному віці в 1987 році композиції «Небеса» і «Очі» поміщені в альбом «Nessuno è solo» як приховані треки.
У 1996 у віці шістнадцяти років, він приєднався до госпел-хору в Латіна, і закохався в ритм і настрій афроамериканської музики.
Між 1996 і 1997 брав участь у дистанційних курсах з дубляжу фільмів і почав працювати диктором на декількох радіостанціях свого міста (Musica Radio і Radio Luna).
В цей же час він грав на фортепіано в різних барах і клубах, а також виступає на вулицях з власної хіп-хоп групою Q4, бере участь в караоке-конкурсах.
У 1997 записався в Accademia della canzone di Sanremo з наміром брати участь у Фестивалі Сан-Ремо в 1998 році, але так само, як і його подруга з рідного міста Латина Tania Frison, не пройшов відбірковий етап.
Через рік, у 1999, Тіціано Ферро знову брав участь у конкурсі з піснею Quando ritornerai (сьогодні вважається, що пісня вперше офіційно опублікована на CD, присвяченому фестивалю), увійшов до числа 12 фіналістів, але не виграв одне з 3 перших місць.
У цьому ж році спільно з реп-гуртом ATPC заспівав пісню Sulla mia pelle, що увійшла до альбому Anima e corpo.
У 1999 склав державний іспит в ліцеї Етторе майоран в місті Латіна з результатом 55/60, брав участь у літніх гастролях реп-групи Sottotono як бек-вокаліст. Вирішив поступити на інженерний факультет Університету «La Sapienza» в Римі.
У 2000 пише текст пісні Angelo mio, італійської версії пісні Angel of Mine, виконаної Монікою.

### Дебютний альбом Rosso relativo
У 2001 році Ферро укладе контракт з EMI. 22 червня 2001 вийшов його дебютний сингл Xdono відомий також як Perdono. Пісня незабаром стає хітом. Вона увійшла в дебютний альбом Rosso relativo, що вийшов 26 жовтня 2001 року.

### Другий студійний альбом 111
Альбом вийшов 7 листопада 2003 року.

### Nessuno è solo / Nadie está solo
Третій альбом вийшов 23 червня 2006.

### Alla mia età / A mi edad
Альбом випущено 7 листопада 2008 року.

### L'amore è una cosa semplice / El amor es una cosa sencilla
Альбом вийшов 28 листопада 2011.

## Дискографія
- 2001 - Rosso relativo
- 2003 - 111
- 2006 - Nessuno è solo
- 2008 - Alla mia età
- 2011 - L'amore é una cosa semplice

## Відеографія
- 2009 - Alla mia età — Live in Rome

## Нагороди
World Music Awards
- 2010: Найбільш продаваний італійський артист 2009 року

 MTV Europe Music Awards
- 2004: Найкращий італійський артист
- 2006: Найкращий італійський артист

 TRL Awards — MTV Italia
- 2007: Людина року
- 2007: Найкращий «збирач площ»
- 2008: Людина року

 Wind Music Awards
- 2007: Премія за альбом' 'Nessuno è solo
- 2009: Премія за альбом' 'Alla mia età
- 2010: Премія за платиновий DVD' 'Alla mia età — Live in Rome
- 2012: Премія за мультиплатиновий альбом' 'L'amore è una cosa semplice

 Kids 'Choice Awards
- 2006: Найкращий італійський співак
- 2007: Найкращий італійський співак

## Цікавинки
- Сімейний стан: неодружений

- Орієнтація: гей

Здійснив камінг-аут 5 жовтня 2010 року, розповівши про свою сексуальність в інтерв'ю італійському «Vanity Fair». 
Тіціано лівша, його зріст 1 м 80 см, і у нього величезний розмір взуття — 46.
Любить свою велику італійську сім'ю, навіть витатуював на зап'ястку ім'я свого молодшого брата Флавіо.
Улюблений колір аж ніяк не небесно-блакитний, як тепер багато хто може припустити, а червоний. Його він увічнив в назві дебютного альбому «Rosso Relativo» (2001).
Крім італійського Ферро співає іспанською, англійською, французькою та португальською мовами. Всі його пісні автобіографічні.